# Pikmin 4
Pikmin 4 is een computerspel ontwikkeld door Nintendo EPD en uitgegeven door Nintendo voor de Switch. Het real-time strategy-spel kwam uit op 21 juli 2023.

## Verhaal
Nadat een groep ruimtereizigers probeerde om de gecrashte Captain Olimar te redden kwamen ze zelf vast te zitten op een verre planeet. Het is nu aan de speler om de gestrande wezentjes weer veilig thuis te brengen.

## Ontvangst
| Recensiescore       | Recensiescore |
| Recensieverzamelaar | Score         |
| ------------------- | ------------- |
| Metacritic          | 87%           |
| Publicist           | Score         |
| Destructoid         | 9,5           |
| Eurogamer           | 5/5           |
| Famitsu             | 35/40         |
| Game Informer       | 9             |
| GameSpot            | 7             |
| IGN                 | 9             |
| Nintendo Life       | 9             |

Het spel ontving positieve recensies. Men prees het levelontwerp, het grafische gedeelte, de vele toevoegingen en de toegankelijkheid voor beginners. Kritiek was er op de beperkte multiplayer-modus en lage moeilijkheidsgraad.
Het spel was commercieel succesvol en was in maart 2024 ruim 3 miljoen keer verkocht.
Op recensieverzamelwebsite Metacritic heeft het spel een score van 87%.